# 모나미 153
153은 대한민국의 기업인 모나미에서 생산하는 볼펜이다. 1963년에 출시되어 현재까지 생산되고 있다. 1모나미 펜 153의 숫자 뜻은 당시 모나미153의 가격이 15원이었고 모나미의 3번째 제품이라는 이유로 모나미153이라는 이름이 만들어졌다. 

## 외관
153 볼펜의 전체 길이는 146.3mm이며, 너비는 8.65mm이다.
볼펜의 선단과 노크부는 잉크의 색상을 나타내고, 배럴은 심경 0.7 mm는 흰색, 심경 1.0 mm는 노란색이다. 배럴의 중심부분에는 생산사의 이름인 monami와 제품명 153, 그리고 볼펜의 심경(0.7,0.5,1.0)이 적혀져 있다. 최근 생산되는(1mm,0.5mm)제품의 경우, 배럴의 뒷부분에는 제품의 색상(영어)과 제조국을 나타낸 Made in Korea, 바코드 등이 적혀져 있다.

## 기능
153 볼펜은 기능적 부분에서는 내구성이 좋다는 평가를 받고 있다. 또한, 저렴한 가격 또한 장점으로 손꼽힌다.

## 시리즈

### 기본형
- 153 0.5mm
- 153 0.7mm
- 153 1.0mm
- 153 스틱 0.7mm
- 153 스틱 1.0mm
- 153 스틱 비비드
- 153 스틱 팝
- 153 KISS
- 153 Camo
- 153 Cartoon
- 153 Travel
- 153 Flower
- 153 CGV
- 153 DIY PEN KIT
- 153 아이스크림
- 153 퍼피
- 153 오리지널
- 153 칼라볼펜
- 153 클립
- 153 스마트펜
- 153 연필

### 고급형
- 모나미 153 리미티드 1.0 Black
- 153 ID 볼펜
- 153 ID 샤프
- 153 Fisherman
- 153 RESPECT
- 153 네오
- 153 네오 만년필
- 153 네오 홀더 샤프
- 153 BLACK&WHITE
- 153 골드
- 153 S펜

### 단종된 제품
- 153 그리퍼
- Perfumed 4 Color
- 마인볼
- 크리스탈
- 영

## 핵심 인물
- 송삼석